# Вольфдитрих

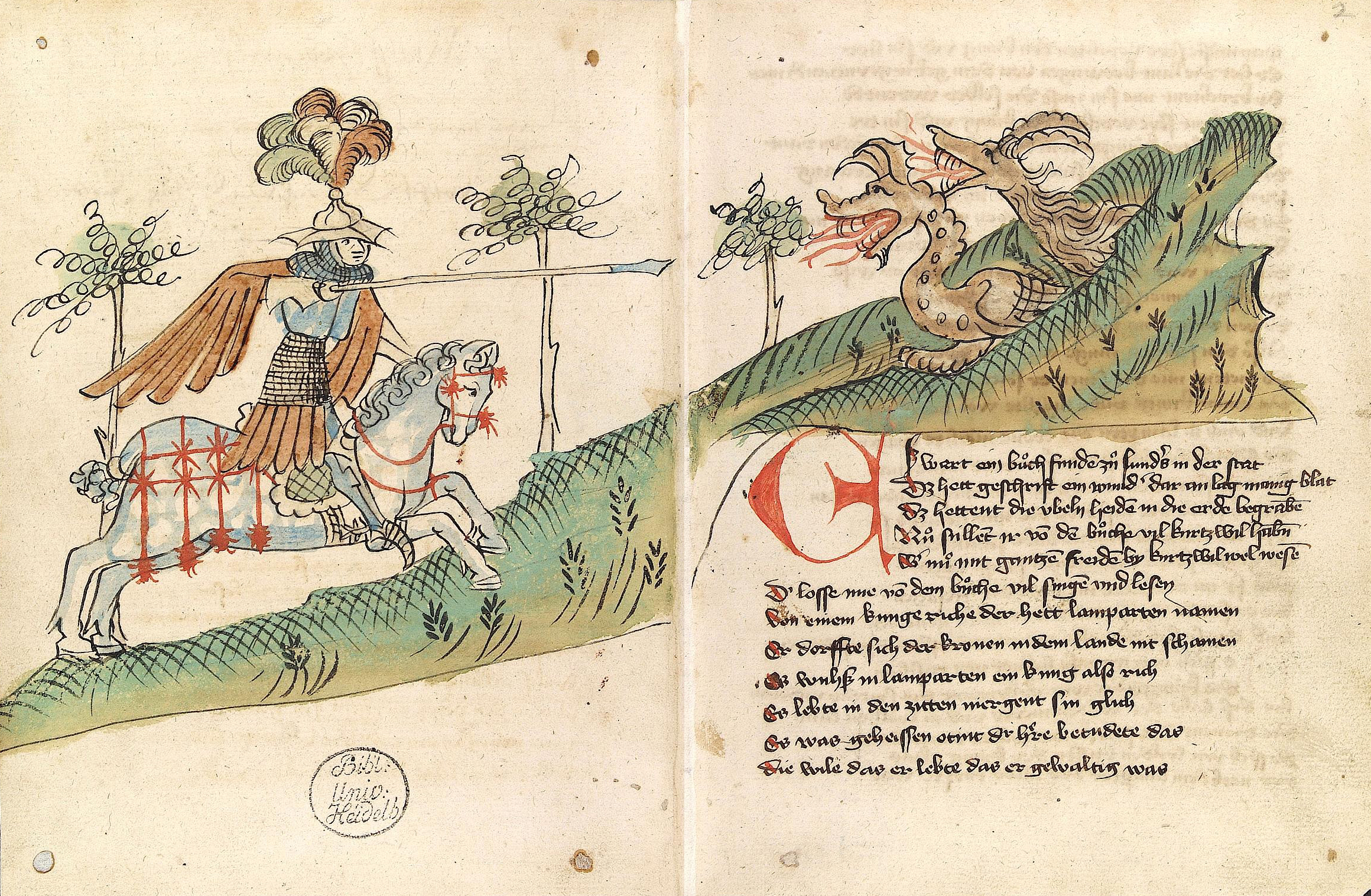
Вольфдитрих атакует дракона. Из Гейдельберга, Universitätsbiblothek, Cpg 365, folios 1v и 2r.

Вольфдитрих (нем. Wolfditrich) — герой цикла сказаний об Амелунгах, героях германского эпоса.

## Биография
Сын Хугдитриха, короля Константинополя, но его законное наследство отрицается его братьями, потому что он считается бастардом, сыном наложницы. Сага рассказывает, как он после осады замка был единственным, кто смог избежать страха перед стоящим рядом с ним герцогом, и после многих приключений добрался до Лампартенланда (Ломбардия). Там он сумел завоевать корону, убив дракона, который погубил короля Ортнита. При поддержке рыцарей Лампартенланда смог освободить оставшихся ему верными сыновей Берхтунгов и восстановить контроль над Константинополем.
Различают всего четыре древнейших варианта сказания о Вольфдитрихе (в стихах, слегка отличающихся по размеру от стихов «Песни о Нибелунгах» (к. XII — нач. XIII веков); из них три дошли до нас в больших или меньших отрывках, одно сохранилось целиком.
Драматическую обработку саги дал Якоб Айрер. Воспроизведение и издания различных древненемецких поэтических сказаний о Вольфдитрихе находятся в «Heldenbach» Фридриха-Генриха фон дер Хагена (т. 1, 1855), «Deutsches Heldenbuch» (ч. 3 и 4, Берлин, 1871—1873) и в сочинении Ад. Хольцмана, «Der grosse W.» (Гейдельберг, 1865).